# العلاقات الإسواتينية النيبالية
العلاقات الإسواتينية النيبالية هي العلاقات الثنائية التي تجمع بين إسواتيني ونيبال.

## مقارنة بين البلدين
هذه مقارنة عامة ومرجعية للدولتين:
| وجه المقارنة                                              | إسواتيني                                   | نيبال                               |
| --------------------------------------------------------- | ------------------------------------------ | ----------------------------------- |
| المساحة (كم2)                                             | 17.36 ألف                                  | 147.18 ألف                          |
| عدد السكان (نسمة)                                         | 1.37 مليون                                 | 29.40 مليون                         |
| الكثافة السكانية (ن./كم²)                                 | 78.92                                      | 199.76                              |
| العاصمة                                                   | لوبامبا، مبابان                            | كاتماندو                            |
| اللغة الرسمية                                             | لغة إنجليزية، لغة سوازي                    | اللغة النيبالية                     |
| العملة                                                    | ليلانغيني سوازيلندي                        | روبية نيبالية                       |
| الناتج المحلي الإجمالي (بليون دولار)                      | 4.41 مليار                                 | 24.47 مليار                         |
| الناتج المحلي الإجمالي (تعادل القوة الشرائية) بليون دولار | 11.13 مليار                                | 70.20 مليار                         |
| الناتج المحلي الإجمالي الاسمي للفرد دولار أمريكي          | 3.20 ألف                                   | 743                                 |
| الناتج المحلي الإجمالي للفرد دولار أمريكي                 | 8.29 ألف                                   | 2.37 ألف                            |
| مؤشر التنمية البشرية                                      | 0.531                                      | 0.548                               |
| رمز المكالمات الدولي                                      | +268                                       | +977                                |
| رمز الإنترنت                                              | .sz                                        | .np                                 |
| المنطقة الزمنية                                           | التوقيت القياسي لجنوب أفريقيا، ت ع م+02:00 | ت ع م+05:45، التوقيت الموحد لنيبال ‏ |

## منظمات دولية مشتركة
يشترك البلدان في عضوية مجموعة من المنظمات الدولية، منها:
| علم المنظمة | اسم المنظمة                               | تاريخ انضمام إسواتيني | تاريخ انضمام نيبال |
| ----------- | ----------------------------------------- | --------------------- | ------------------ |
|             | مؤسسة التنمية الدولية                     | 22 سبتمبر 1969        | 6 مارس 1963        |
|             | يونسكو                                    | 25 يناير 1978         | 1 مايو 1953        |
|             | مؤسسة التمويل الدولية                     | 22 سبتمبر 1969        | 7 يناير 1966       |
|             | منظمة حظر الأسلحة الكيميائية              | ?                     | ?                  |
|             | الأمم المتحدة                             | 24 سبتمبر 1968        | 14 ديسمبر 1955     |
|             | منظمة الشرطة الجنائية الدولية             | ?                     | ?                  |
|             | البنك الدولي للإنشاء والتعمير             | 22 سبتمبر 1969        | 6 سبتمبر 1961      |
|             | الاتحاد البريدي العالمي                   | ?                     | ?                  |
|             | المركز الدولي لتسوية المنازعات الاستشارية | 14 يوليو 1971         | 6 فبراير 1969      |
|             | وكالة ضمان الاستثمار متعدد الأطراف        | 18 أبريل 1990         | 9 فبراير 1994      |
|             | منظمة التجارة العالمية                    | ?                     | ?                  |

## وصلات خارجية
- موقع وزارة الخارجية النيبالية